# South Pole Telescope
Il South Pole Telescope (SPT) è un radiotelescopio di 10 metri situato presso la base Amundsen-Scott, al Polo Sud, Antartide.
Il telescopio osserva nelle microonde e nelle onde millimetriche tra i 70 e i 300 GHz. Lo scopo principale del SPT è di esplorare il cielo al fine di mappare le anisotropie primarie e secondarie della radiazione cosmica di fondo (CMB).
Il progetto è finanziato dalla National Science Foundation americana ed è una collaborazione tra l'Università di Chicago, l'Università della California (Berkeley), la Case Western Reserve University, l'Università dell'Illinois all'Urbana-Champaign, lo Smithsonian Astrophysical Observatory, l'Università del Colorado a Boulder e l'Università McGill.

## Posizione
Il Polo Sud è il luogo più adatto al mondo per le osservazioni nelle onde millimetriche. L'altitudine a cui si trova il polo, circa 2800 metri sul livello del mare, significa che l'atmosfera è abbastanza rarefatta. Le temperature estremamente fredde mantengono basso il livello di umidità atmosferica. Questo è particolarmente importante per osservare le onde millimetriche dato che il segnale può essere assorbito dal vapore acqueo e che il vapore può emettere radiazioni che possono essere confuse coi segnali astronomici.
Un altro vantaggio del Polo Sud è che il Sole tramonta a metà marzo e non risorge per altri sei mesi, durante i quali le condizioni atmosferiche sono estremamente stabili senza le turbolenze causate dal normale ciclo giornaliero di albe e tramonti.

## Strumentazione
Il SPT è un telescopio gregoriano fuori asse con montatura altazimutale (ai poli la montatura altazimutale è agli effetti pratici identica a quella equatoriale).

È stato progettato per permettere un ampio campo visivo (circa un grado quadrato). Lo specchio primario è di 10 metri e la superficie è stata levigata a circa 25 micrometri, ciò permette osservazioni nelle lunghezze d'onda sub-millimetriche.
Al piano focale è posto un insieme di 960 bolometri superconduttivi TES (Transition Edge Sensors). Sono divisi in sei parti a forma di spicchio, ciascuna con 160 rilevatori. Questa struttura modulare permettere di scegliere a seconda dell'esigenza diverse configurazioni, attualmente (2009) ci sono 4 spicchi che osservano a 150 GHz, uno a 90 GHz e uno a 220 GHz.
Il South Pole Telescope ha avuto la prima luce il 16 febbraio del 2007, ha cominciato le osservazioni nel marzo dello stesso anno. La prima piccola esplorazione del cielo si è conclusa nell'inverno australe del 2007, una più ampia è terminata nel 2008.

## Ricerca e risultati scientifici
Lo scopo del SPT è quello di mappare la radiazione cosmica di fondo cercando ammassi di galassie attraverso l'effetto Sunyaev-Zel'dovich, una distorsione della CMB causata dall'interazione dei fotoni della CMB con il gas caldo ionizzato degli ammassi.
- Nell'ottobre del 2008 è stato annunciato che il telescopio ha individuato quattro ammassi di galassie, tre dei quali sono nuove scoperte.[2]
- Nel luglio del 2013 sono state rilevate distorsioni sottili nella polarizzazione del fondo cosmico a microonde, grazie ad un modulo aggiuntivo implementato nel gennaio del 2012. Lo studio di questi segnali aiuterà ad approfondire, tramite l'analisi dell'impatto dei neutrini, alcuni aspetti della crescita della struttura dell'universo e ad elaborare una stima dei primi momenti dell'universo stesso.
- Durante una campagna osservativa effettuata su una porzione limitata del cielo è stato scoperto[3] un ammasso di galassie distante 12 miliardi di anni luce, con un tasso di formazione stellare centinaia di volte quello presente nella Via Lattea.[4]
- Il radiotelescopio fa parte dell'Event Horizon Telescope, che ha ottenuto la prima foto di un buco nero, M87, pubblicata nell'aprile 2019.